# آریستیده تیکا
آریستیده تیکا (رومانیایی: Aristide Teică؛ زاده ۲۴ آوریل ۱۹۲۲ – ۷ اوت ۱۹۹۳) بازیگر اهل رومانی بود.
از فیلم‌ها یا مجموعه‌های تلویزیونی که وی در آن‌ها نقش داشته‌است، می‌توان به بادبان‌های برافراشته، راز باخوس، بلوط، پیامبر، طلا و اهالی ترانسیلوانی، نشان مار و دوئل اشاره نمود.